# Scopimera longidactyla
Scopimera longidactyla is een krabbensoort uit de familie van de Dotillidae. De wetenschappelijke naam van de soort is voor het eerst geldig gepubliceerd in 1932 door Shen.